# Зона за свободна търговия
Зона за свободна търговия е регион, обхващащ търговски блок, чиито държави членки са подписали споразумение за свободна търговия (ССТ). Такива споразумения включват сътрудничество между най-малко две държави за намаляване на търговските бариери – квоти за внос и тарифи – и за увеличаване на взаимната търговия със стоки и услуги. Хората също могат да се движат между страните, в допълнение към споразумението за свободна търговия. Може да се разглежда като втори етап на икономическа интеграция.

## Oписание
За разлика от митническия съюз (третият етап на икономическа интеграция), членовете на зоната за свободна търговия нямат обща външна тарифа, което означава, че те имат различни квоти и митнически такси, както и други политики по отношение на нечленуващите. За да се избегне тарифното укриване (чрез реекспорт), страните използват системата за сертифициране на произход, която най-често се нарича „правила за произход“, където има изискване минималната степен на местните материални вложения и местните трансформации да добавят стойност към стоките. Само стоките, които отговарят на тези минимални изисквания, имат право на специалното третиране, предвидено в разпоредбите за свободна търговия.
„Кумулация“ е връзката между различните ССТ по отношение на правилата за произход – понякога различните ССТ се допълват, в други случаи няма кръстосана кумулация между ССТ. Зоната за свободна търговия е резултат от споразумение за свободна търговия (форма на търговски пакт) между две или повече държави. Зоните и споразуменията за свободна търговия са до известна степен каскадни – ако някои страни подпишат споразумения за създаване на зона за свободна търговия и изберат да договарят заедно (или като търговски блок, или като форум на отделни членове на техните ССТ) Споразумението за свободна търговия с друга страна (или държави) – тогава новото споразумение за свободна търговия ще се състои от старата плюс новата страна (или страни).
В индустриализираната страна обикновено има малко, ако има то са значителни бариери пред лесния обмен на стоки и услуги между части на тази страна. Например, обикновено няма търговски тарифи или квоти за внос; Обикновено няма закъснения, тъй като стоките преминават от една част на страната в друга (различни от тези, които налагат разстоянието); Обикновено няма разлика в данъчното облагане и регулирането. Между страните, от друга страна, често възникват много от тези бариери пред лесния обмен на стоки. Обичайно е да има вносни мита от един или друг вид (тъй като стоките навлизат в дадена страна), а нивата на данъка върху продажбите и регулирането често варират според държавата.
Целта на зоната за свободна търговия е да се намалят бариерите за обмен, за да може търговията да нарасне в резултат на специализацията, разделението на труда и най-вече чрез сравнително предимство. Теорията на сравнителното предимство твърди, че на един неограничен пазар (в равновесие) всеки източник на производство ще се специализира в тази дейност, където има сравнително (а не абсолютно) предимство. Теорията твърди, че нетният резултат ще бъде увеличение на доходите и в крайна сметка богатство и благополучие за всички в зоната за свободна търговия. Теорията се отнася само до общото богатство и не казва нищо за разпределението на богатството; В действителност може да има значителни губещи, особено сред защитените отрасли със сравнителен недостатък. Общите печалби от търговията могат да се използват за компенсиране на последиците от намаляването на търговските бариери чрез подходящи междупартийни трансфери.

## Условия за сключване на споразумение за свободна търговия
- „De Minimis“ уточнява, че крайната стока няма да бъде дисквалифицирана от преференциалното третиране, ако съдържанието на този продукт, което не е с произход, е 7% или по-малко от трансакционната стойност на стоката на база FOB (или нейното тегло в зависимост от Вид стока).
- „Регионално стойностно съдържание“ е изчислен процент от стойността на продукта, който представлява неговото съдържание в Северна Америка
- „Трансфер на тарифи“ е съществена трансформация, която се осъществява в държава от NAFTA. Договорената стока трябва да отговаря на условията на едно от тези правила, за да отговаря на условията за свободна търговия по NAFTA. Това е само един пример за квалификация за споразумение за свободна търговия. Ако от доставчика е представен сертификат за произход, който доказва, че стоката е с произход от страна по съответното споразумение за свободна търговия, не са необходими допълнителни изчисления. При квалифициране на продуктите за ССТ употребата на автоматизирана система позволява на вносителите да останат в крак с международните правила за съответствие, както и да приканват доставчиците чрез интернет вместо ръчно. Функционалното решение трябва също така да извърши необходимите изчисления за свързаното ССТ по време на анализа на сметката за материалите (BOM), като гарантира правилната допустимост.

|  | Тази страница частично или изцяло представлява превод на страницата Free-trade area в Уикипедия на английски. Оригиналният текст, както и този превод, са защитени от Лиценза „Криейтив Комънс – Признание – Споделяне на споделеното“, а за съдържание, създадено преди юни 2009 година – от Лиценза за свободна документация на ГНУ. Прегледайте историята на редакциите на оригиналната страница, както и на преводната страница, за да видите списъка на съавторите. ВАЖНО: Този шаблон се отнася единствено до авторските права върху съдържанието на статията. Добавянето му не отменя изискването да се посочват конкретни източници на твърденията, които да бъдат благонадеждни. |